# Makedonská abeceda
Makedonská abeceda (makedonsky Македонска азбука, Makedonska azbuka) je abeceda, která je používána pro zápis makedonštiny. Skládá se ze 31 písmen. Jde o variantu cyrilice.

## Abeceda
| Písmeno IPA Název | А а [a] а | Б б [b] б | В в [v] в      | Г г [ɡ] г | Д д [d] д | Ѓ ѓ [ɟ] ѓ  | Е е [ɛ] е  | Ж ж [ʒ] ж  | З з [z] з | Ѕ ѕ [d͡z] ѕ | И и [i] и |
| Písmeno IPA Název | Ј ј [j] ј | К к [k] к | Л л [ɫ], [l] л | Љ љ [l] љ | М м [m] м | Н н [n] н  | Њ њ [ɲ] њ  | О о [ɔ] о  | П п [p] п | Р р [r] р  | С с [s] с |
| Písmeno IPA Název | Т т [t] т | Ќ ќ [c] ќ | У у [u] у      | Ф ф [f] ф | Х х [x] х | Ц ц [t͡s] ц | Ч ч [t͡ʃ] ч | Џ џ [d͡ʒ] џ | Ш ш [ʃ] ш |            |           |

Kromě standardních zvuků písmen Ѓ a Ќ uvedených výše v některých případech tato písmena reprezentují zvuky /dʑ/ a /tɕ/ (srbsko-chorvatské đ a ć).

### Ručně psaná
Tabulka uvedená výše obsahuje tištěnou podobu makedonské abecedy. Psací písmo je odlišné.

## Rozložení klávesnice
Rozložení klávesnice v makedonské abecedě je následující: